# Мольберген
Мольберген (нім. Molbergen) — сільська громада в Німеччині, розташована в землі Нижня Саксонія. Входить до складу району Клоппенбург.
Площа — 102,52 км2. Населення становить 9201 ос. (станом на 31 грудня 2021).